# The Riddle (album)
The Riddle est le second album studio de Nik Kershaw, réalisé le 10 novembre 1984 par MCA Records.

## Pistes
1. Don Quixote  – 4:55
2. Know How  – 4:52
3. You Might  – 3:17
4. Wild Horses  – 3:59
5. Easy  – 4:13
6. The Riddle  – 3:52
7. City of Angels  – 3:56
8. Roses  – 3:58
9. Wide Boy  – 3:28
10. Save the Whale  – 6:02